# برو قیچی آهن‌بر را بیاور
برو قیچی آهن‌بر را بیاور (به انگلیسی: Fetch the Bolt Cutters) پنجمین آلبوم استودیویی از خواننده-ترانه‌پرداز آمریکایی فیونا اپل می‌باشد که در ۱۷ آوریل سال ۲۰۲۲ منتشر گردید.